# اوئوچی یوشیئوکی
اوئوچی یوشیئوکی (به ژاپنی: 大内 義興 Ōuchi Yoshioki); ۷ آوریل ۱۴۷۷ – ۲۹ ژانویهٔ ۱۵۲۸ سامورایی، دایمیو، رهبر خاندان اوئوچی در ولایت سوئو اهل ژاپن بود. وی پسر اوئوچی ماساهیرو بود.
از او به عنوان یکی از هشت زایباتسو بزرگ (دارای قدرت اقتصادی) در دوره سنگوکو نام برده می‌شود.